# ووادیسواف بارتوشوسکی
ووادیسواف بارتوشوسکی (لهستانی: Władysław Bartoszewski؛ ۱۹ فوریهٔ ۱۹۲۲ – ۲۴ آوریل ۲۰۱۵) یک روزنامه‌نگار، سیاست‌مدار، دیپلمات، تاریخ‌نگار، استاد دانشگاه و نویسنده اهل لهستان بود. وی وزیر امور خارجه لهستان در کابینه‌های یوزف اولکسی و جرزی بوزک بود.
وی همچنین برنده جوایزی همچون لژیون دونور (فرمانده) و جایزه صلح کتاب‌فروشان آلمان شده است.